# Коробкина, Ольга Игоревна
О́льга И́горевна Коро́бкина (28 мая 1989, Красноярск) — российская скелетонистка, выступающая за сборную России с 2008 года. Выступает за Красноярский край, многократная призёрша национального первенства, мастер спорта.

## Биография
Ольга Коробкина родилась 28 мая 1989 года в Красноярске. Активно заниматься скелетоном начала в возрасте пятнадцати лет, в 2005 году прошла отбор в национальную сборную и стала принимать участие в крупнейших международных стартах, показывая довольно неплохие результаты. В декабре следующего года дебютировала на этапах европейского кубка, на трассах в немецком Кёнигсзее и итальянской Чезане финишировала одиннадцатой и тринадцатой соответственно. Через год впервые поучаствовала в заездах взрослого Кубка мира, на дебютном этапе в канадском Калгари пришла к финишу шестнадцатой. Лучший результат показала в Чезане — девятое место, при этом последний этап пропустила и расположилась в мировом рейтинге сильнейших скелетонисток на шестнадцатой строке.
На молодёжном первенстве мира 2008 года в австрийском Иглсе выиграла бронзовую медаль, тогда как на взрослом чемпионате мира в немецком Альтенберге была шестнадцатой. С попеременным успехом боролась за обладание Кубком Америки и Межконтинентальным кубком, на Кубке мира пропустила три первых этапа и в оставшихся уверенно попадала в двадцатку, заняв в итоге двадцатое место общего зачёта. Затем в карьере Коробкиной наступил небольшой спад, ей удавалось поучаствовать только во второстепенных турнирах, а в 2009 году на чемпионате мира в американском Лейк-Плэсиде добралась только до двадцать третьей позиции. Сезон 2010/11 практически полностью посвятила Кубку Европы, почти всегда оказывалась среди десяти лучших, а на этапе в Чезане даже завоевала бронзовую медаль. В 2011 году на молодёжном чемпионате мира в американском Парк-Сити финишировала восьмой.
Ныне живёт и тренируется в родном Красноярске, замужем за российским бобслеистом Дмитрием Абрамовичем.